# 26685 Khojandi
26685 Khojandi este un asteroid din centura principală de asteroizi.

## Descriere
26685 Khojandi este un asteroid din centura principală de asteroizi. A fost descoperit pe 18 martie 2001 la Socorro, New Mexico, în cadrul proiectului LINEAR. Asteroidul prezintă o orbită caracterizată de o semiaxă mare de 3,07 ua, o excentricitate de 0,12 și o înclinație de 0,3° în raport cu ecliptica.